# Die Frau in Weiß (1971)
Die Frau in Weiß ist ein deutscher dreiteiliger Fernsehfilm von Wilhelm Semmelroth aus dem Jahr 1971 mit Heidelinde Weis in der Titelrolle.
Der Film basiert auf dem Roman Die Frau in Weiß von Wilkie Collins und spielt im 19. Jahrhundert. Die Literaturverfilmung wurde vom WDR als Dreiteiler am 16., 23. und 30. Mai 1971 erstmals im Programm der ARD ausgestrahlt. Bei der Verfilmung handelt es sich um eine Mischung aus Melodram sowie Grusel- und Kriminalfilm mit sozialkritischen Untertönen. Mit neun Millionen Zuschauern war diese Produktion eine der erfolgreichsten Fernsehproduktionen des Jahres 1971 und gilt als Straßenfeger. Heidelinde Weis spielte in dem Film eine Doppelrolle, einmal die der Laura und zum anderen deren Doppelgängerin, der geheimnisvollen, dann und wann erscheinenden Frau in Weiß, die Laura vor ihrem Verlobten warnt. Mit der Rolle schaffte Weis ihren Durchbruch als Schauspielerin in Fernsehfilmen.
Die ARD schrieb zur Erstausstrahlung des Films, dass es sich dabei um „eine spannende und atmosphärisch sehr eindrucksvolle Adaption“ von Collins „Romanvorlage von 1860“ handele, und verwies darauf, dass „das Buch“ den „Grundstein zum Genre der englischen ‚Mystery Novel‘“ gelegt habe.

## Handlung

### Teil 1: Eine unglückliche Liebe
England 1851: Der Zeichenlehrer Walter Hartright wird von seinem Freund Pesca überzeugt, die Stelle auf dem Landgut Limmeridge House auf dem Anwesen von Frederic Fairlie anzunehmen. Kurz vor seiner Abreise trifft er auf eine Frau in weißen Kleidern, die aus einer psychiatrischen Klinik entflohen ist. Hartright hilft ihr bei der Flucht, bevor er die Aufgabe übernimmt, die Nichten Laura und ihre ältere Halbschwester Marian zu unterrichten. Beide wohnen im Landschloss ihres Onkels, Sir Frederic Fairlie, der ein Hypochonder zu sein scheint. Hartright erkennt sofort die große äußere Ähnlichkeit zwischen Laura und der Frau in Weiß. Zwischen Laura und ihm entwickelt sich eine Romanze; doch steht dieser entgegen, dass Sir Frederic bereits einen Vertrag zur Eheschließung mit Lauras Verlobtem, Sir Percival Glyde, abgeschlossen hat. Glyde besteht auf Einhaltung des Vertrags. Als Walter von der Verlobung hört, verlässt er das Schloss. In einem Brief eröffnet die Frau in Weiß, dass es Sir Percival nur auf das Erbe Lauras abgesehen habe. Sir Percival kann bei seinem Plan auf den Grafen Fosco und dessen Frau, eine Tante Lauras, zählen.

### Teil 2: Der Teufelsplan
Laura heiratet schließlich Sir Percival trotz ihrer Abneigung ihm gegenüber. Fosco und der hoch verschuldete Percival setzen nun alles daran, Lauras Erbe zu bekommen. Fosco heckt einen perfiden Plan aus, in dem die Frau in Weiß aus dem Wege geschafft werden soll, weil sie die einzige ist, die Percivals Geheimnis aus dunkler Vergangenheit kennt und dieses Geheimnis Laura anvertrauen möchte. Marian, die bei der Ausarbeitung des Plans Ohrenzeugin wird, wird mit Hilfe von vergiftetem Trinkwasser außer Kraft gesetzt und erkrankt langwierig. Auch die bereits gesundheitlich angeschlagene Frau in Weiß gerät in die Hände von Fosco und stirbt schließlich an Herzversagen aus Todesangst vor Sir Percival, der eines Nachts vor ihrem Bett steht. Fosco und Percival setzen ihren teuflischen Plan weiter um: sie bringen Laura als Frau in Weiß in die psychiatrische Klinik zurück und lassen Laura Fairlie für tot erklären.

### Teil 3: Geheimnisse
Als Walter Hartright zurückkehrt, findet er nur noch Lauras Grab. Doch Marian erklärt ihm, dass darin die „Frau in Weiß“ liege. Marian führt Walter zu Laura, der es in der Zwischenzeit gelungen ist, aus der psychiatrischen Klinik zu entfliehen. Hartright setzt alles daran, Lauras Identität wieder herzustellen, doch Conte Fosco und Sir Percival Glyde wollen dies unter allen Umständen verhindern. Der Schlüssel zur Wiederherstellung der Identität Lauras liegt in der Entdeckung der dunklen Geheimnisse von Fosco und Glyde, denen Hartright mit Hilfe seines Freundes Pesca auf die Spur kommt.

## Produktionsnotizen

### Hintergrund und Produktion
Der Roman The Woman in White aus dem Jahr 1860 wurde erstmals 1912 in den USA verfilmt. Die erste britische Verfilmung stammt aus dem Jahr 1929. Den beiden Stummfilmen folgte 1940, ebenfalls in den USA, ein Tonfilm mit der Darstellung desselben Stoffs. 1948 wurde der Roman in den USA unter dem Titel The Woman in White (dt.: Das Geheimnis der Frau in Weiß) verfilmt und 2012 in der ARD ausgestrahlt. Die Produktion Die Frau in Weiß aus dem Jahr 1971 ist der Versuch, den Stoff für das deutsche Fernsehpublikum zu adaptieren.
Während der Dreharbeiten wohnte das rund 60 Personen umfassende Filmteam in einem unheimlichen Bauernhof an der englischen Küste bei Bournemouth. Die Filmarbeiten in Cornwall dauerten circa drei Monate. Heidelinde Weis erinnerte sich, dass die „düsteren Mauern, die raschelnden Kleider, der Nebel über den Wiesen und die schauerlich dunklen, stillen Nächte allen Angst“ gemacht hätten. Das habe dazu beigetragen, dass die Schauspieler ihre Rollen „sehr glaubwürdig“ gespielt hätten. Nach eigenen Angaben war Heidelinde Weis nicht die Erstbesetzung für die Hauptrolle. Eva Christian wurde von Wilhelm Semmelroths Lebensgefährtin für die Rolle der Marian vorgeschlagen.

### DVD
Studio Hamburg Enterprises gab den dreiteiligen Film zusammen mit einer weiteren Produktion aus dieser Zeit Der rote Schal am 28. November 2014 innerhalb der Reihe „Straßenfeger“ Nr. 10 auf DVD heraus.

## Kritik
TV Spielfilm zeigte mit dem Daumen nach oben, gab für Anspruch einen und für Spannung zwei von drei möglichen Punktem, verwies darauf, dass diese „TV-Mysteryromanze“ 1971 „zum Quotenknüller“ avanciert sei und stellte lapidar fest: „Schicker Fernsehgrusel, angenehm altmodisch“
Auf der Krimihomepage wurde der Film empfohlen mit den Worten: „Spannende TV-Unterhaltung fernab von Technik und Stress. Die Spannung entwickelt sich so langsam wie die Kutschen fahren, aber die erstklassigen Schauspieler, die vorzügliche Inszenierung und die teilweise schaurig-viktorianischen Schauplätze und adäquaten Kostüme machen diesen Dreiteiler zu einem Film, den man immer wieder sehen muss.“ Weiter hieß es, „Eric Pohlmann als perfider Conte Fosco“ sei „ein Kabinettstückchen für sich“. Auch „Pinkas Braun als absoluter Teufel in Menschengestalt“ sei hervorragend und der „hypochondrisch leicht tuntig angehauchte Helmut Käutner als Onkel Fairley“ sei „einfach herrlich“. „Grandios“ seien auch Heidelinde Weis in ihrer Doppelrolle und „Christoph Bantzer als verzweifelter Verliebter“.